# Walter Schevenels
Walter Schevenels (* 1894; † 6. März 1966 in Brüssel) war ein belgischer und internationaler Gewerkschaftsfunktionär. Er war IGB-Generalsekretär und nach 1945 Generalsekretär der Europäischen Regionalorganisation des Internationalen Bundes Freier Gewerkschaftenden (IBFG). 

## Leben
Schevenels war der Sohn des Gründers des belgischen Metallarbeiter-Verbandes. Er erlernte zunächst den Beruf Werkzeugmacher. 1921 wurde er hauptamtlicher Gewerkschaftsfunktionär. Nebenberuflich hielt er regelmäßig Vorlesungen an der Arbeiterhochschule Brüssel und an der Volkshochschule Antwerpen. Ab 1929 war er Generalsekretär des IGB, ab 1933 unterstützte er die deutsche Gewerkschaftsbewegung im Widerstand gegen den Nationalsozialismus.
1945 übernahm er im Weltgewerkschaftsbund die Funktion des Stellvertretenden Generalsekretärs mit der Zuständigkeit für die Industriegewerkschaften. 
Nach der Gründung des IBFG wurde er Generalsekretär der Europäischen Regionalorganisation.

## Schriften (Auswahl)
- 1956: Forty-five years, 1901-1945;: International Federation of Trade Unions, a historical precis.